# 柴灣公園

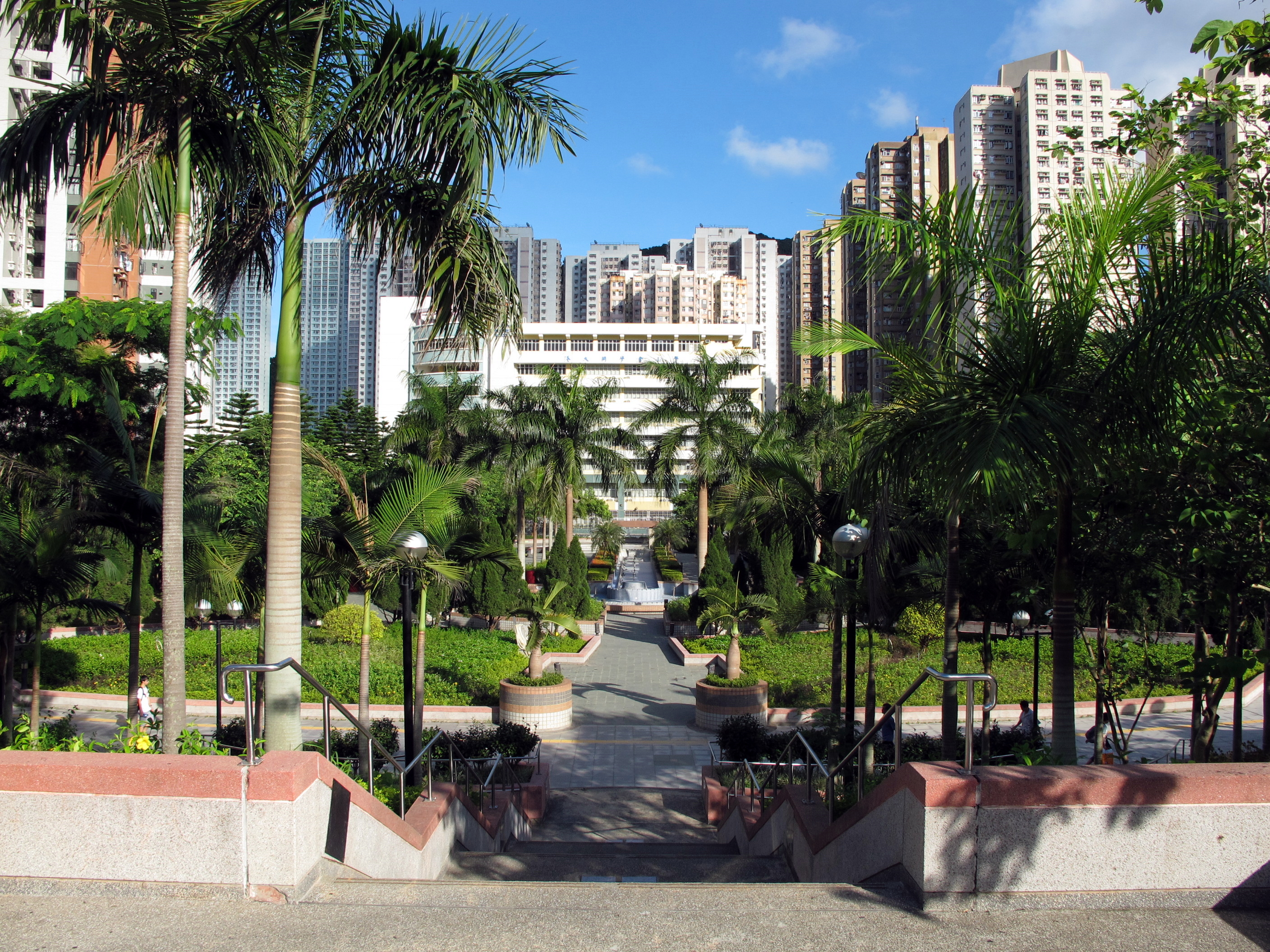
柴灣公園內的台階花園

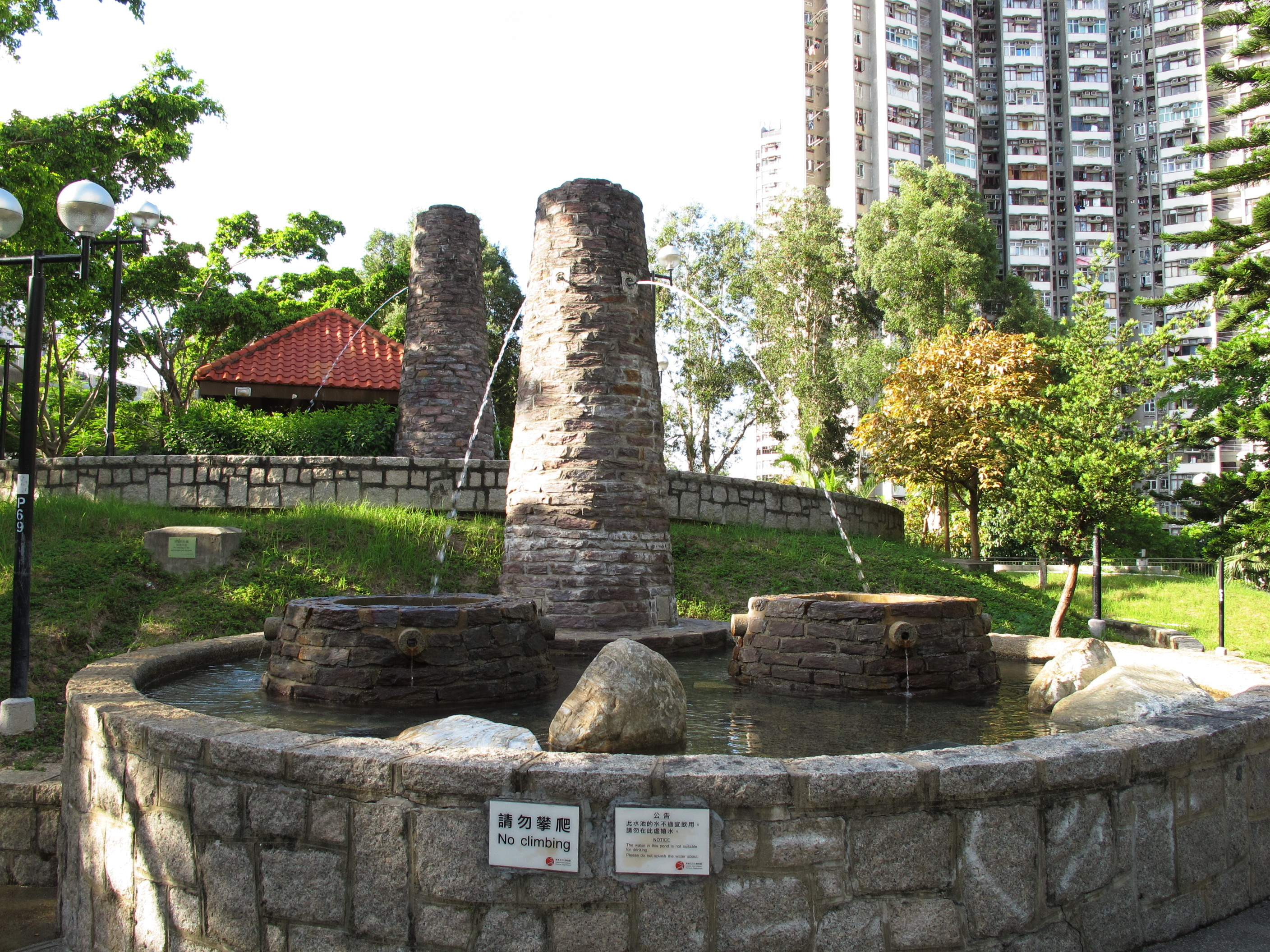
柴灣公園內的特色噴水池

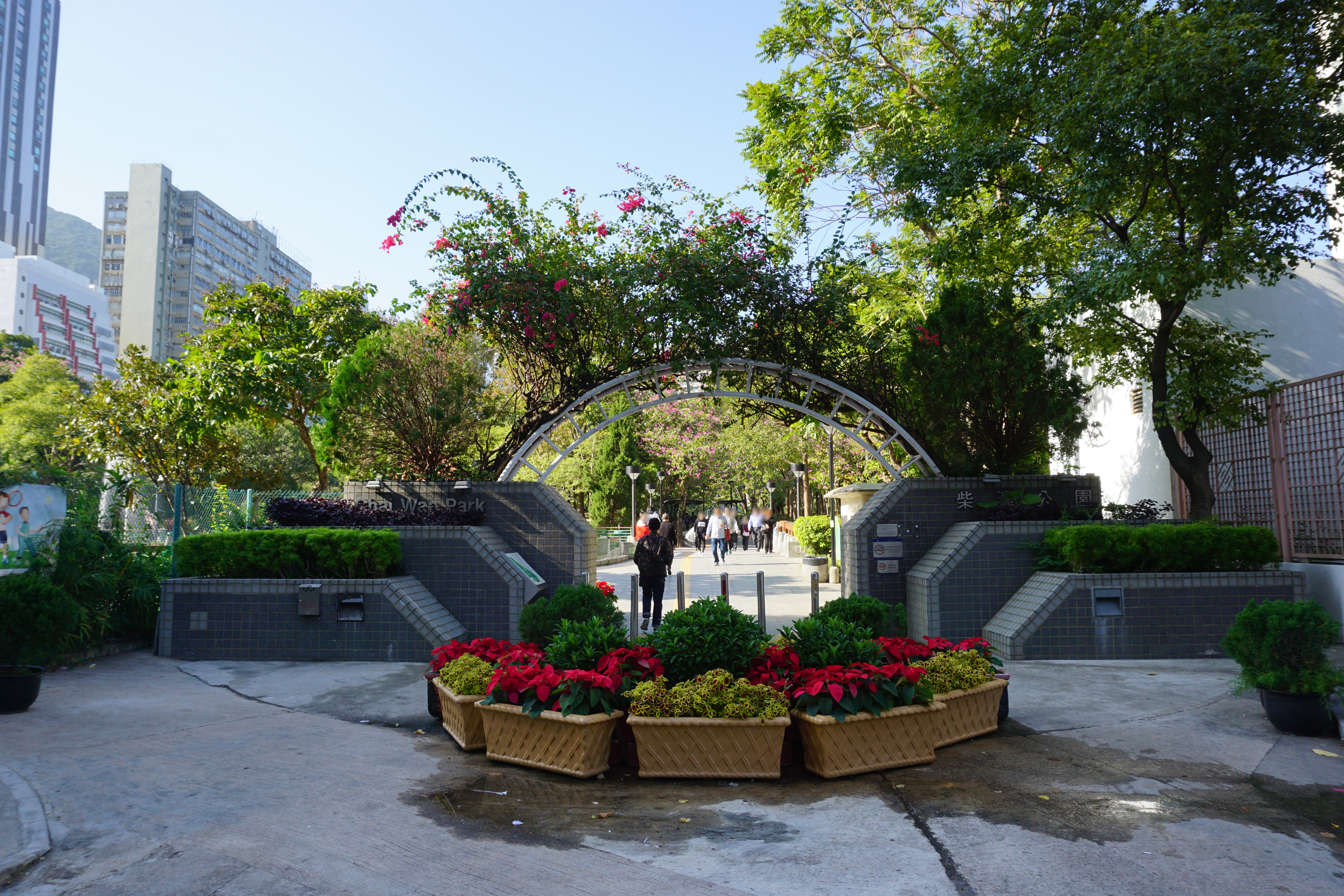
柴灣公園怡順街入口

柴灣公園（英語：Chai Wan Park）是香港的一個大型中央公園，位於香港島柴灣，佔地7.13公頃，於1993年4月21日啟用，由康樂及文化事務署管理。

## 設施
柴灣公園的前身是1925年建成的香港童軍營地。1980年代，香港政府將營地內的小山（童軍山）平整，並進行填海工程，以興建柴灣公園。公園內設有硬地小型足球場、籃球場、網球場、露天小劇場、兒童遊樂場、模型船池、人工瀑布、噴水池、荷花池、台階花園、山仔公園和小食亭等設施。公園亦同時被當地居民指垃圾箱過多。

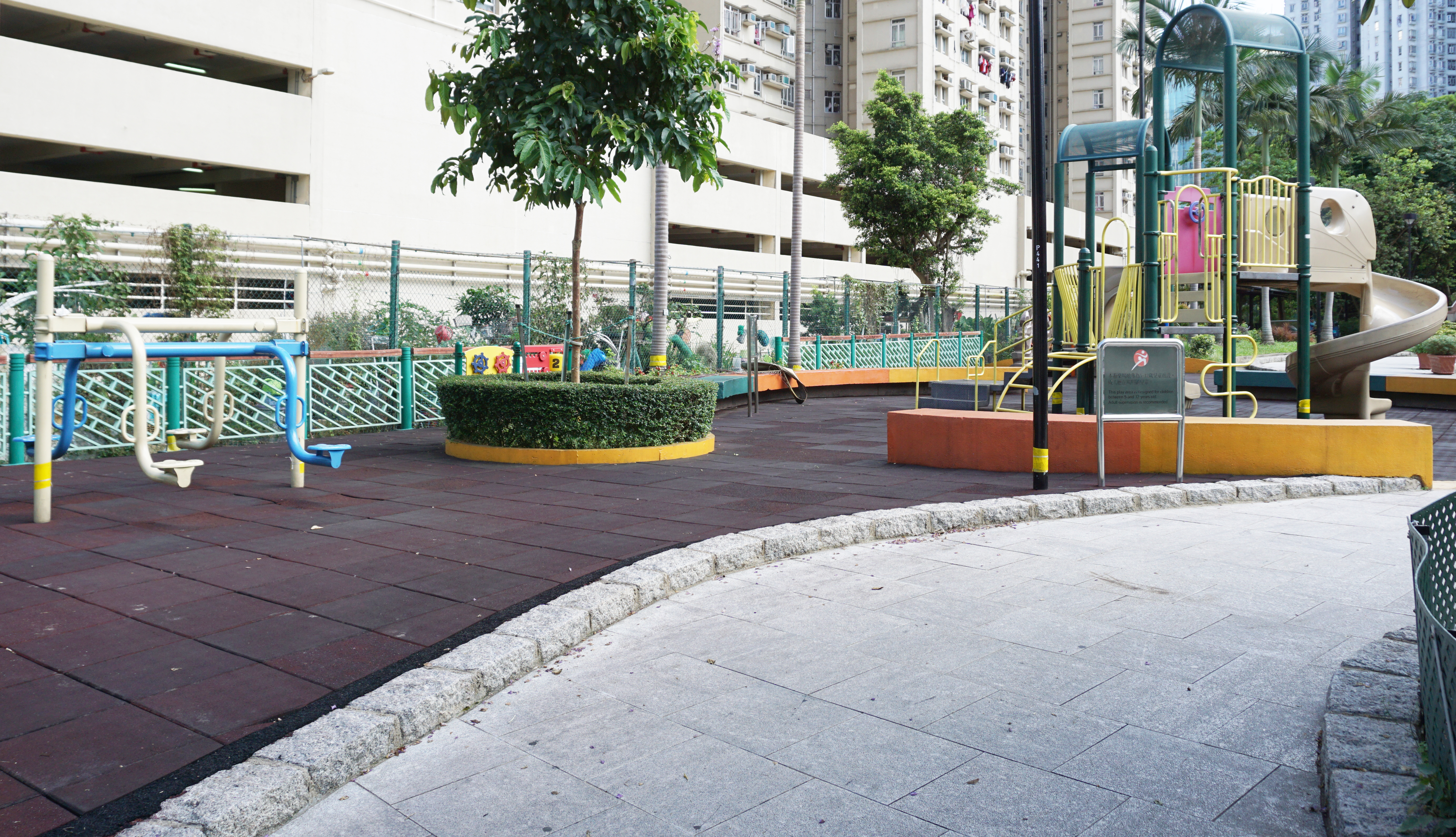
兒童遊樂場
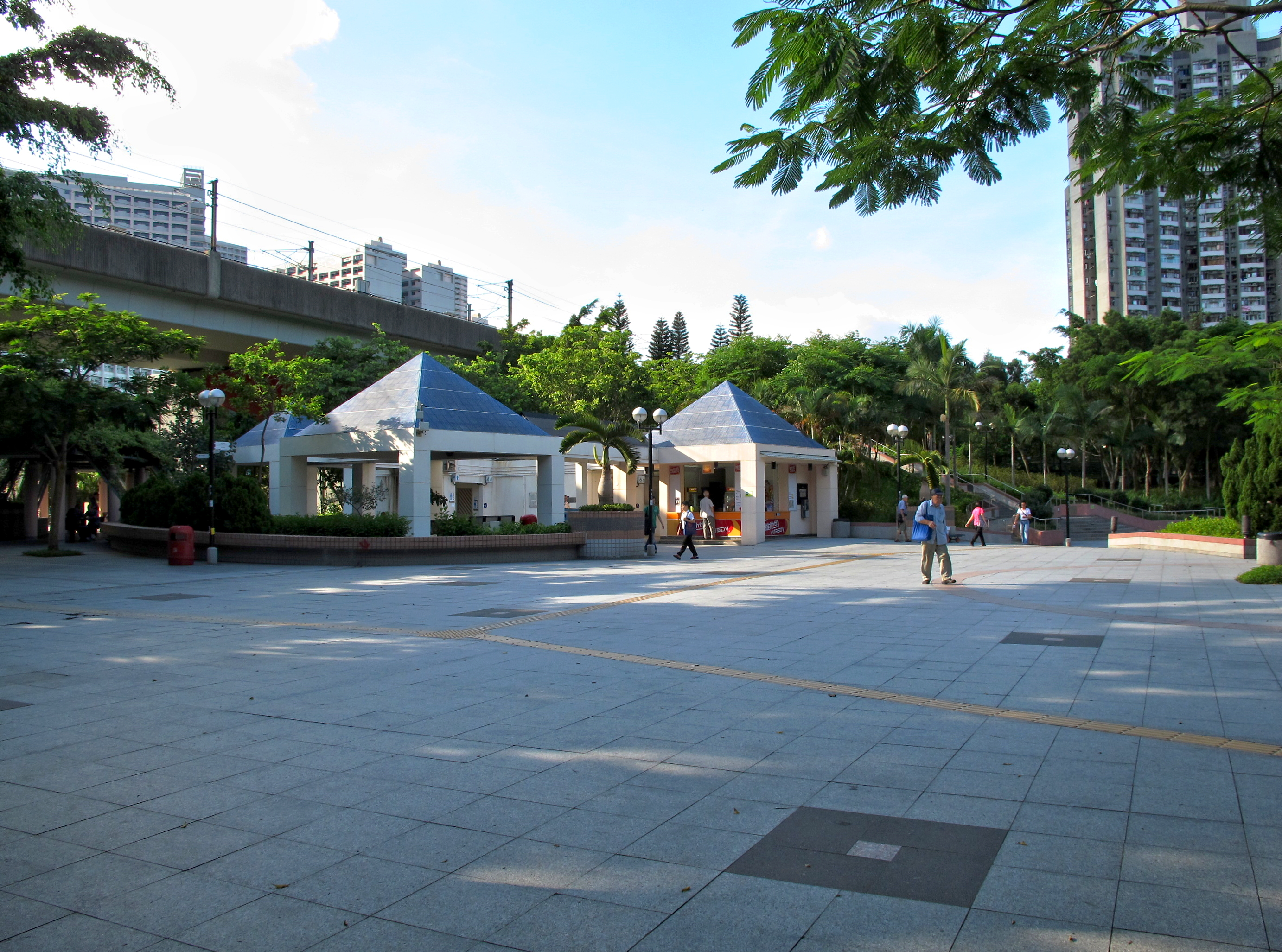
公園內的廣場
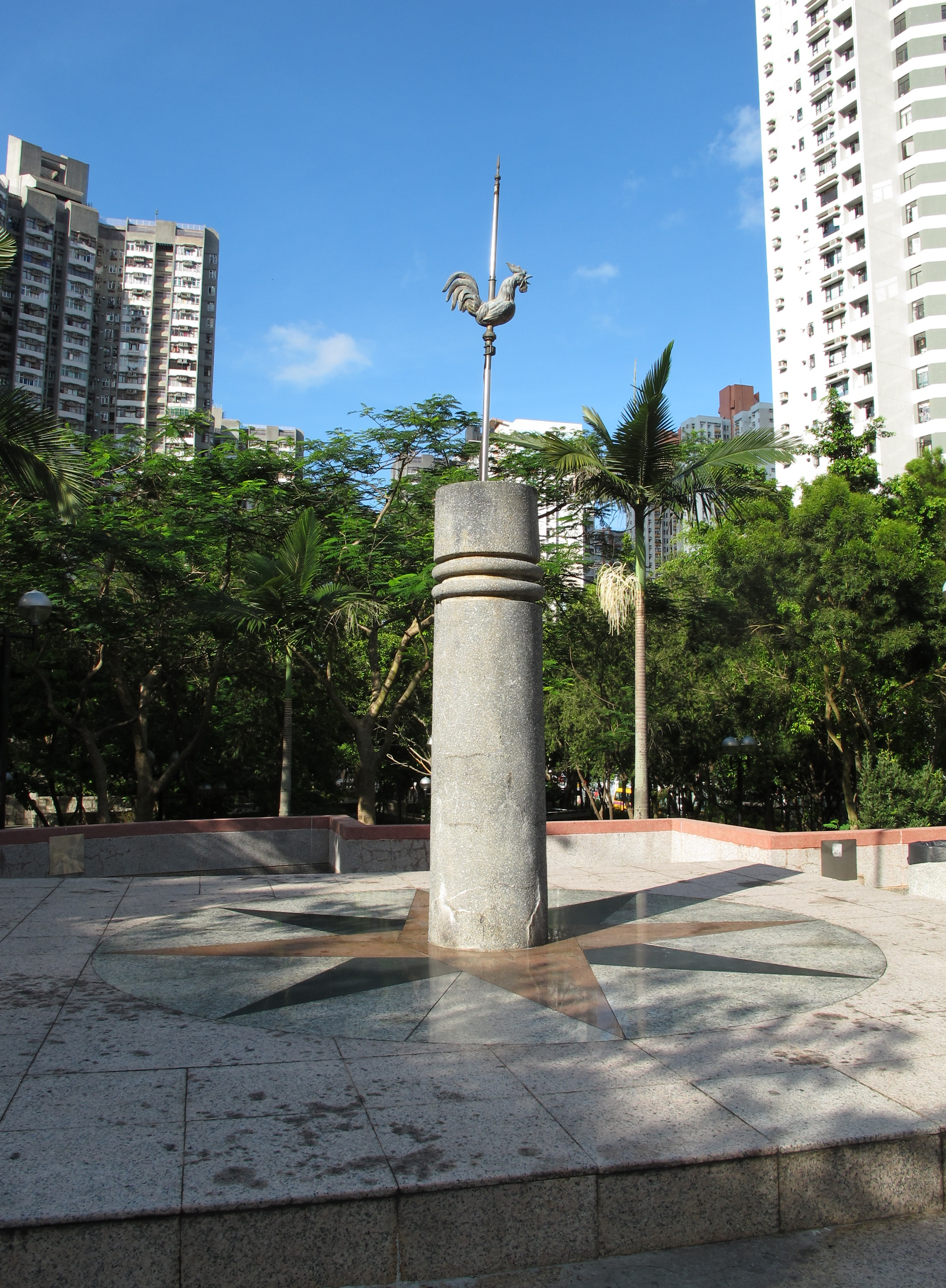
台階花園上的指南針裝飾品
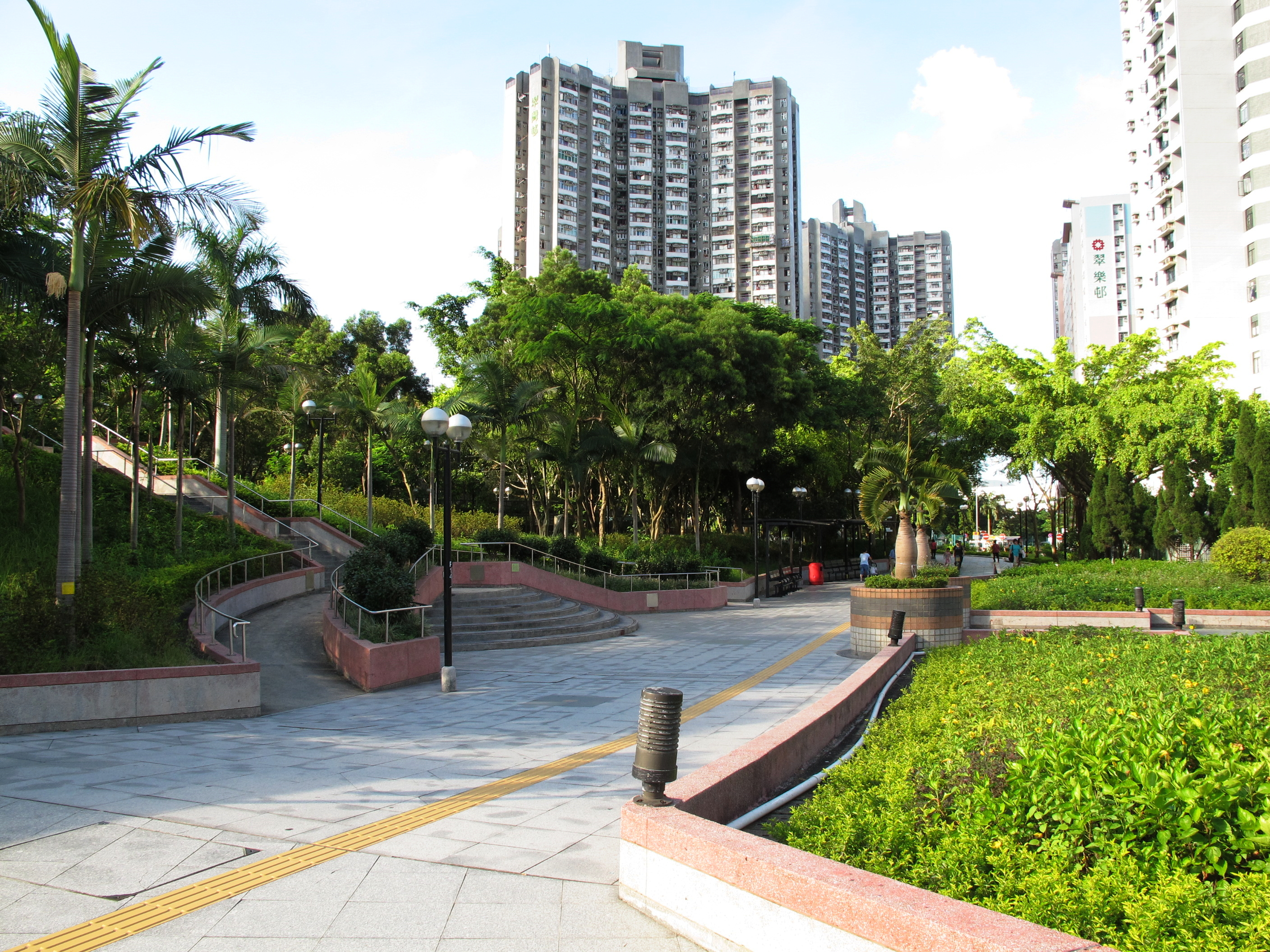
公園內的步行徑

## 禁煙安排
此場地全面禁煙。

## 鄰近建築
柴灣公園鄰近多個住宅，包括怡翠苑、翠灣邨、漁灣邨及新翠花園。遊人由公園步行到柴灣站需要7分鐘。

## 外部連結
- 柴灣公園 （页面存档备份，存于）